# Li-Cam
Œuvres principales
- Asulon
- Cyberland
- Résolution

Li-Cam, née le 17 avril 1970 à Lyon, est une autrice française de nouvelles et de romans de science-fiction et plus largement d'œuvres classées dans les genres de l'imaginaire.
Ses ouvrages abordent, entre autres, le thème de la différence, notamment de l'autisme et certains peuvent être classés dans le sous-genre du cyberpunk. Sa nouvelle Asulon reçoit le prix Bob Morane 2016. Active dans la diffusion de la science-fiction auprès du grand public, elle participe notamment à l'exposition « Code : Alimentation. Explorez le futur de vos assiettes » à Toulouse.
Elle est également directrice littéraire de la collection Petite Bulle d’Univers chez Organic Editions, cofondatrice de MI+ et coach en créativité.

## Biographie
Li-Cam, nait le 17 avril 1970 à Lyon. À 10 ans, elle se met à écrire sur les conseils d'un psychologue. Elle lit de la science-fiction, qu'elle qualifie de « premier amour », depuis l’âge de 12 ans et cite les auteurs Robert Heinlein, Franck Herbert et Philip K. Dick. Parmi les romans de science-fiction féministe qui ont marqué sa carrière, elle cite La Main gauche de la nuit, d'Ursula K. Le Guin qui lui a « ouvert de formidables horizons » autour des normes de genre, et aussi le Manifeste cyborg de Donna Harraway qui a servi de base dans le traitement des thèmes liés à l'intelligence artificielle. De 17 à 20 ans, elle fait partie de plusieurs groupes électro, dont IAV. Elle indique avoir beaucoup joué aux jeux vidéo de rôle (RPG) comme Final Fantasy ou sur World of Warcraft dans les années 1990 et le début des années 2000.
Après des études de droit du travail et plusieurs formations en psychologie comportementale, elle intègre un cabinet de recrutement, dont elle démissionne en 2002. Elle retrouve ensuite un emploi dans un grand laboratoire pharmaceutique, puis crée son activité de coach en créativité, tout en poursuivant sa carrière littéraire.
Depuis 2004, elle est directrice littéraire de la collection Petite Bulle d’Univers chez Organic Editions,. De 2017 à 2019, elle est directrice de collection au Labo de Mü. Elle cofonde également la structure MI+ avec Mathias Echenay, Stuart Pluen-Calvo et Davy Athuil « pour faire connaître, auprès du plus grand nombre, l’approche originale de la science-fiction pour questionner notre présent et appréhender ses alternatives ».

## Œuvre
La carrière d'autrice de Li-Cam débute en 2004 avec la parution d'Alice en son for intérieur, chez Organic Éditions. Dans La Petite Bébêth, qui sera suivie par Boboth, elle évoque deux thématiques qui reviendront en filigrane dans le reste de son œuvre : son enfance et l’autisme de haut niveau de fonctionnement. Ses ouvrages publiés dans la collection Petite Bulle d’Univers sont qualifiés d'extrêmement sensibles, touchants (La Petite Bébeth), poétiques, pleins de force et de fantaisie (Fuite de fluide) ou encore comparés à des fables enveloppantes (L'Ombre de l'arbre abattu).
Dans les deux premiers tomes des Chroniques des stryges, Li-Cam réinvente le mythe du vampire avec ses "stryges", êtres séparés des Homo sapiens à la faveur d'un incident génétique. Le premier tome, Lemashtu, est décrit comme une « fiction réussie autour de la différence, de l’identité, du rapport à l’Autre ». Le deuxième tome, Însângerat, est qualifié de "dense, sombre et convaincant" et fait partie des coups de cœur de Jean-Luc Rivera, organisateur du Festival de Sèvres et membre du jury du Grand Prix de l’Imaginaire, qui loue l'originalité et la complexité psychologique des personnages.
En 2015, sa nouvelle Asulon est présentée en avant-première lors du festival des Imaginales, à Epinal. Elle évoque des thématiques cyberpunk, comme celle d'une « machine créée aux débuts des âges capable de voir l'avenir ». Xavier Mauméjean, auteur et critique, qualifie son récit de « magistral », dans lequel l'autrice « conjugue poésie et réflexion »,. La nouvelle obtient le prix Bob Morane 2016.
Cyberland, publié en 2017 et qui compte Asulon à son sommaire, traite d’implants cérébraux, d’intelligences artificielles et de mondes virtuels, autant de thématiques du sous-genre cyberpunk dont l'ouvrage « contribue au revival littéraire (...) dans le paysage français »,. Le journaliste spécialisé en science-fiction Marcus Dupont-Besnard indique que le cyberespace conçu par l'autrice « sert de cadre à une réflexion profonde et quasi autobiographique sur des thèmes comme l’identité de genre, la quête de soi, la sexualité, la liberté et l’intelligence artificielle ». On y reconnait d'ailleurs l'influence qu'exerce le Manifeste du Cyborg de Donna Haraway sur l'autrice. Pour Xavier Mauméjean, l'une des nouvelles du recueil, le récit Saïd in Cyberland, entre conte, allégorie et récit épistolaire est « profondément original, tant dans la forme que le fond ».
Dans sa nouvelle Le Profil, publiée dans le recueil Demain Le Travail par La Volte en 2017, elle « raconte l’histoire d’une super profileuse qui peut influencer les désirs des personnes qui l’entourent »,.
Pour son ouvrage Résolution, paru en 2019, elle s'inspire du scandale de Cambridge Analytica et du rôle qu’ont joué les médias sociaux dans le Brexit ou l’élection de Donald Trump et « place la tech, de l’intelligence artificielle aux biopiles, au centre de son utopie ». Une utopie qui doit « permettre à un petit nombre de personnes de subvenir à leurs besoins quotidiens, veiller à leur confort intellectuel et à leur bien-être psychologique ». Cette œuvre est qualifiée de « science-fiction un peu plus optimiste que ce que nous lisons habituellement » et « pleine de sensibilité ». Elle lui vaut une citation dans le livre Dans les imaginaires du futur, d'Ariel Kyrou, publié en 2020, qui rapproche sa réflexion autour de l'intelligence artificielle de celle des auteurs John Brunner ou Greg Egan.
Selon Le Figaro, les écrits de l'autrice « traduisent ses questionnements sur la différence, la monstruosité, la tolérance et la quête d’identité ». Pour Jean-Luc Rivera, Li-Cam « fait partie de ces auteurs qui produisent peu de textes mais toujours d'une qualité extraordinaire ».

## Animations et interventions

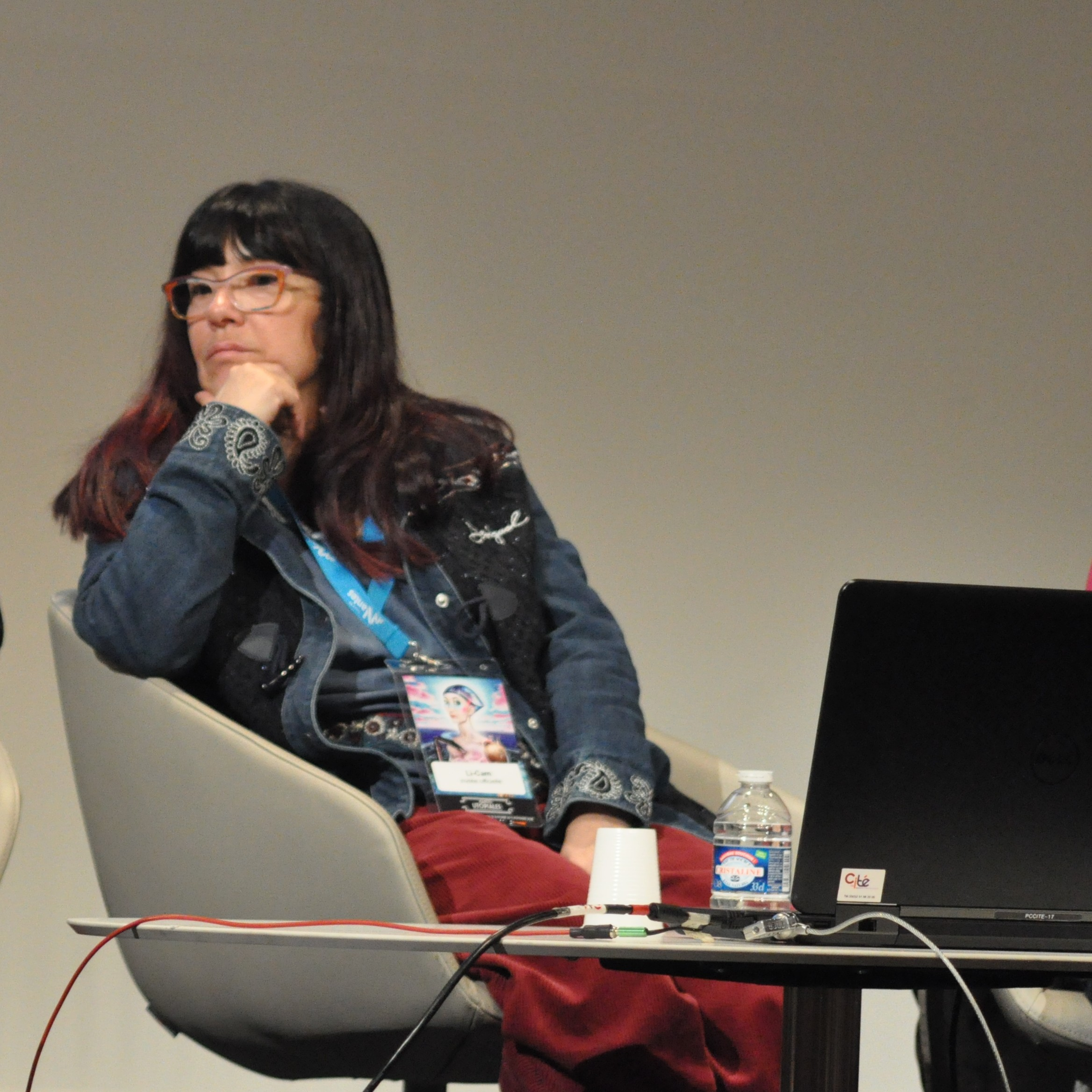
Li-Cam lors des Utopiales à Nantes, en 2018

Li-Cam est investie publiquement dans la promotion de la science-fiction qui pour elle « pose des questions essentielles sur notre avenir ». À ce titre, elle est régulièrement invitée en tant qu'autrice ou modératrice de table ronde, dans des salons et festivals consacrés aux mondes de l'imaginaire, comme les Utopiales à Nantes « super star » en 2018, ou 2019 ou encore les Intergalactiques  à Lyon en 2017, 2018,, ou 2021,.
Li-Cam partage régulièrement son expérience sous la forme de conférences, de masterclass (Dépôt Imaginaire en 2016), d'événements arts-sciences (Détroubler Le Mouvement en 2018) ou d'ateliers d'écriture destinés à un public varié : personnes âgées, élèves (Collège Pablo Picasso d'Échirolles en 2017) ou encore grand public (2020 dans le Vaucluse).
En 2017, elle documente son expérience auprès de collégiens dans une série de billets de blogs. La même année, elle anime l'atelier d’écriture « Prélude » dans le cadre du festival Les Intergalactiques, qui a conduit à l’édition du recueil de nouvelles Ruptures aux éditions Watprod,.
En 2018, elle anime une masterclass science-fiction à la librairie La Virevolte de Lyon, ainsi qu'une série de 10 ateliers d'écriture au CCSTI de Grenoble (La Casemate), autour de l'écriture d'un roman de space opera. Elle est également invitée dans l'émission La Méthode scientifique, sur France Culture sur la thématique du cyberpunk. Elle intervient, aux côtés de Catherine Dufour à l'Université d'automne de la CFE-CGC, sur la thématique du travail de demain, abordée dans le recueil éponyme publié à La Volte.
En 2019, elle collabore à la conception de l'exposition « Code : Alimentation. Explorez le futur de vos assiettes », en compagnie des auteurs de science-fiction Catherine Dufour, Jean-Claude Dunyach et Norbert Merjagnan. L'exposition est présentée au Quai des savoirs du 18 décembre 2019 au 6 septembre 2020 à Toulouse,. Elle intervient également dans le cadre de Neuroplanète, le forum du média Le Point consacré aux neurosciences ou encore dans un événement sur le futur de la santé à la Bellevilloise, dans le cadre du recueil de la Volte sur ce thème.
En 2020, elle anime un atelier d'écriture dans une des médiathèques du réseau Lubéron Monts de Vaucluse et un autre au Réseau Université de la Pluralité pour « imaginer des futurs de la mobilité » aux côtés des auteurs luvan, Michael Roch et Ketty Steward. Elle intervient dans l'événement « Inventons le futur ! » pour parler d'intelligences artificielles aux côtés du neuroscientifique Jérémie Mattout, dans le cadre de la Fête de la science dans le Rhône.
En 2021, elle coanime le workshop Archéo-Futur intitulé « À la découverte de la fin de l'anthropocène », à la bibliothèque Marie Curie de l'INSA Lyon, dans le cadre de la structure MI+ qu'elle cofonde, et en collaboration avec l’École Urbaine de Lyon et le Pôle Supérieur de Design de Villefontaine.

## Hommages et distinctions
Li-Cam reçoit le prix Bob Morane 2016 de la nouvelle pour Asulon, publiée chez Griffe D’Encre,.
En 2019, l’inauguration de l’institut d’intelligence artificielle « MIAI Grenoble Alpes » s’est conclue par une lecture d’extraits du roman Résolution en présence de Li-Cam.
Elle est citée dans le roman Le jour où l’humanité a niqué la fantasy, de Karim Berrouka, paru en 2021.

## Publications

### Ouvrages
- Li-Cam et Bruno Leray, Alice en son for intérieur, Organic éd, 2004 (ISBN 978-2-9523101-0-9, OCLC 420282646)
- Li-Cam, Laura Vicédo et Philippe Aureille, La Petite Bébeth, Organic éd, impr. 2005 (ISBN 978-2-9523101-2-3, OCLC 470401504)
- Li-Cam, Tête à tête, Organic éd, 2005 (ISBN 978-2-9523101-1-6, OCLC 419723761)
- Li-Cam et Jean-Emmanuel Aubert, Fuite de fluide, Organic éd, 2006 (ISBN 978-2-9523101-3-0, OCLC 421783429)
- Li-Cam, Avis de grand froid pour les sardines, Audiocite.net, 21 juin 2008 (lire en ligne)
- Li-Cam et Philippe Aureille, L'Ombre de l'arbre abattu, Organic éd, 2008 (ISBN 978-2-9523101-4-7, OCLC 470591509)
- Li-Cam, La Chimère aux ailes de feu : Laboratoire de nouvelles à lire dans l'ordre afin de reconstituer la chimère, Griffe d'encre éd, impr. 2012 (ISBN 978-2-917718-52-0, OCLC 816549755)
- Li-Cam, Boboth, la machine à rêver, Organic Ed., 1er avril 2013, 36 p. (ISBN 978-2-9523101-7-8)
- Li-Cam, Asulon, Griffe d'encre éditions, dl 2015 (ISBN 979-10-92349-11-5, OCLC 912835955)
- Li-Cam, Cyberland, dl 2017 (ISBN 979-10-92961-77-5, OCLC 1029838959)
- Li-Cam, Résolution, 2019 (ISBN 978-2-37049-084-1, OCLC 1134673467)
- Li-Cam, Cyberland, copyright 2020 (ISBN 978-2-35408-798-2, OCLC 1252906697)
- Li-Cam, Visite, La Volte, 2023, 352 p. (ISBN 978-2-37049-223-4)

#### SérieChroniques des Stryges
- Li-Cam, Lemashtu : Chroniques des stryges, Griffe d'encre éd, impr. 2009 (ISBN 978-2-917718-05-6, OCLC 470769837)
- Li-Cam, Însângerat, vol. 2, Griffe d'encre éd, impr. 2014 (ISBN 979-10-92349-02-3, OCLC 887513383)

### Nouvelles
- Rédemption pour un Stryge, Spootnik, coll. Khimaira, 2005
- Une espèce de Monstre(s), Elegy, 2006
- Mémoires de Terre, Griffe d'Encre, 2007  (ISBN 978-2-9529239-5-8)
- La Muette, Catharsis, coll. Borderline, 2007
- La Petite fille au cœur de marbre, Griffe d'encre, 2007  (ISBN 978-2-9529239-0-3)
- Maudite Providence, Malpertuis, coll. Lovecraftiana, 2007  (ISBN 978-2-917035-02-3)
- Qui sommes-nous ?, ActuSF, 2007  (ISBN 978-2-9522502-8-3)
- La Frontière de Tamika, Glyphe, 2009  (ISBN 978-2-35285-058-8)
- Luciole, CDS Editions, 2009  (ISBN 978-2-9533562-2-9)
- Simulation LOVE, Griffe d'Encre, 2009  (ISBN 978-2-917718-13-1)
- Celle qui n'a pas lieu d'être, CDS Éditions, 2011  (ISBN 978-2-9533562-6-7)
- La Querelle des anges égarés, Hydromel, 2011  (ISBN 978-2-918827-03-0)
- Lost in a foreign place, Mythologica, 2014  (ISBN 979-10-93004-22-8)
- Zombie, zombie, zombie... Boom !, Griffe d'Encre, 2014  (ISBN 979-10-92349-05-4)
- Le Profil, La Volte, 2017  (ISBN 978-2-37049-034-6)
- Le Manuscrit du Phénix, Rivière Blanche, 2018  (ISBN 978-1-61227-752-3)
- Monade Incarnate, ActuSF, 2018  (ISBN 978-2-36629-947-2)
- Protocole d'urgence, La Volte, 2020  (ISBN 978-2-37049-101-5)
- La Map d’Iris, ActuSF, 2022  (ISBN 978-2-37686-455-4)